# Affaires sensibles
Affaires sensibles est une émission radiophonique diffusée sur France Inter à 15 heures, du lundi au vendredi, depuis la rentrée 2014, imaginée et conçue par Christophe Barreyre, coproducteur et rédacteur en chef de l'émission. L'émission est présentée par Fabrice Drouelle.
L'émission qui réunit en moyenne 667 000 auditeurs par jour en 2021 est l'une des émissions les plus podcastées de France.
L'émission est adaptée en plusieurs formats : d'abord en livre en octobre 2020, qui réunit 25 émissions marquantes, puis en pièce de théâtre en août 2021, puis pour la télévision en septembre 2021, sur France 2, coproduite par France Télévisions, France Inter et l'INA et toujours présentée par Fabrice Drouelle.

## Historique de l'émission
Affaires sensibles succède à l'émission de reportages Là-bas si j'y suis, qui occupait cette case horaire depuis plusieurs années.
Le premier épisode, « Vol 8969 Alger-Paris : trois jours d'angoisse en direct » (diffusé le lundi 25 août 2014), est dédié à la prise d'otages du vol AF 8969 en 1994 et a pour invité Jean-Louis Bruguière, ancien juge spécialisé dans la lutte antiterrorisme.

### Première saison - 2014
| n° | Titre de l'épisode                                                      | Date de diffusion          | Date de rediffusion                                | Invité(e)                                  | Auteur(rice) de l'épisode                     |
| -- | ----------------------------------------------------------------------- | -------------------------- | -------------------------------------------------- | ------------------------------------------ | --------------------------------------------- |
| 1  | Vol 8969 Alger-Paris : trois jours d'angoisse en direct                 | lundi 25 août 2014         | mardi 27 avril 2021                                | Jean-Louis Bruguière                       | Jean Bulot et Adrien Carat                    |
| 2  | Ajar a-t-il tué Gary ?                                                  | mardi 26 août 2014         | mercredi 24 décembre 2014                          | Bernard Pivot                              | Jean Bulot et Adrien Carat                    |
| 3  | AZF : explosion chimique pour catastrophe urbaine                       | mercredi 27 août 2014      |                                                    | Jean-Noël Grelier et Jean-Christophe Tirat | Jean Bulot et Adrien Carat                    |
| 4  | Tarnac – Présumé coupable quand l’antiterrorisme déraille               | jeudi 28 août 2014         | lundi 6 octobre 2014                               | Laurent Borredon                           | Jean Bulot et Adrien Carat                    |
| 5  | Albert Spaggiari, c'est l'histoire d'un mec qui fait un casse           | vendredi 29 août 2014      |                                                    | Charles Pellegrini                         | Philippe Touzet                               |
| 6  | Elf 1ère partie : Pillage à la tête d'une entreprise d'état             | lundi 1 septembre 2014     |                                                    | Loïk Le Floch-Prigent                      | Jean Bulot et Adrien Carat                    |
| 7  | Bernard Tapie et l'Affaire VA-OM                                        | mardi 2 septembre 2014     | mardi 23 décembre 2014                             | Eric De Montgolfier                        | Jean Bulot et Adrien Carat                    |
| 8  | Florence Rey / Audry Maupin, une dérive meurtrière                      | mercredi 3 septembre 2014  |                                                    | Frédéric Couderc                           | Jean Bulot et Adrien Carat                    |
| 9  | 2004 : le naufrage du Bugaled Breizh                                    | jeudi 4 septembre 2014     |                                                    | Yann Queffélec                             | Jean Bulot et Adrien Carat                    |
| 10 | Boris Vian et Vernon Sullivan (FICTION)                                 | vendredi 5 septembre 2014  | vendredi 31 octobre 2014                           | Philippe Boggio                            | Bertrand Leclair                              |
| 11 | Les Irlandais de Vincennes : l'esbroufe des mousquetaires de l'Élysée   | lundi 8 septembre 2014     |                                                    | Edwy Plenel                                | Jean Bulot et Adrien Carat                    |
| 12 | Dans les bas-fonds de la République                                     | mardi 9 septembre 2014     |                                                    | Eric Roussel                               | Jean Bulot et Adrien Carat                    |
| 13 | Les micros du Canard Enchaîné                                           | mercredi 10 septembre 2014 |                                                    | Claude Angeli                              | Jean Bulot et Adrien Carat                    |
| 14 | La bataille des OGM                                                     | jeudi 11 septembre 2014    |                                                    | Joseph Bové                                | Jean Bulot et Adrien Carat                    |
| 15 | L'affaire Dan Cooper (FICTION)                                          | vendredi 12 septembre 2014 |                                                    | Michel Polacco                             | Thierry Moïse                                 |
| 16 | Aléria, quand les Corses ont pris les armes                             | lundi 15 septembre 2014    |                                                    | Edmond Simeoni                             | Jean Bulot et Adrien Carat                    |
| 17 | "Les Stones à Altamont" : le festival rock maudit                       | mardi 16 septembre 2014    | mercredi 31 décembre 2014                          | Patrice Blanc-Francard                     | Jean Bulot et Adrien Carat                    |
| 18 | Le calvaire de Scorsese                                                 | mercredi 17 septembre 2014 |                                                    | François-Guillaume Lorrain                 | Jean Bulot et Adrien Carat                    |
| 19 | Six jours avec Jean-Claude Romand                                       | jeudi 18 septembre 2014    |                                                    | Gilles Cayatte                             | Jean Bulot et Adrien Carat                    |
| 20 | Alain Bombard, le jeune homme et la mer (FICTION)                       | vendredi 19 septembre 2014 |                                                    | Isabelle Autissier                         | Caroline de Kergariou                         |
| 21 | Elf : quand l’instruction éclabousse la classe politique                | lundi 22 septembre 2014    |                                                    | Gro Eva Farseth                            | Jean Bulot et Adrien Carat                    |
| 22 | LIP : « C’est possible, on fabrique, on vend, on se paie »              | mardi 23 septembre 2014    |                                                    | Benoît Hamon                               | Jean Bulot et Adrien Carat                    |
| 23 | Coluche : « c’est l’histoire d’un mec » qui se présente                 | mercredi 24 septembre 2014 | jeudi 25 décembre 2014                             | Romain Goupil                              | Jean Bulot et Adrien Carat                    |
| 24 | L'assassinat du juge Giovanni Falcone                                   | jeudi 25 septembre 2014    | lundi 22 décembre 2014                             | Marcelle Padovani                          | Jean Bulot et Adrien Carat                    |
| 25 | Simone Weil, 1943 (FICTION)                                             | vendredi 26 septembre 2014 |                                                    | Laure Adler                                | Renaud Meyer                                  |
| 26 | Vélo - labo : Tour de France 1998                                       | lundi 29 septembre 2014    |                                                    | Fabrice Lhomme                             | Jean Bulot, Adrien Carat et Marie-Louise Baud |
| 27 | Farewell : l’espion qui a fait basculer la guerre froide                | mardi 30 septembre 2014    | mercredi 14 novembre 2018                          | Hervé Brusini puis Jacky Debain            | Adrien Carat                                  |
| 28 | L’Erika ou la monstrueuse année noire                                   | mercredi 1 octobre 2014    |                                                    | Corinne Lepage                             | Marie-Louise Baud                             |
| 29 | John Lennon, mort d’un enfant du siècle                                 | jeudi 2 octobre 2014       |                                                    | Philippe Margotin                          | Jean Bulot                                    |
| 30 | Jacques Mesrine (Fiction)                                               | vendredi 3 octobre 2014    |                                                    | Matthieu Frachon                           | Viviane Faudi-Khourdifi                       |
| 31 | Yann Piat : des rumeurs et des faits                                    | mardi 7 octobre 2014       |                                                    | Jacques-Marie Bourget                      | Léa Dupouy Hennequin                          |
| 32 | Beyrouth : 4 Français pris en otages, 1985-1988                         | mercredi 8 octobre 2014    |                                                    | Hervé Ghesquière                           | Jean Bulot et Léa Dupouy Hennequin            |
| 33 | Bons baisers (empoisonnés) de Bangui                                    | jeudi 9 octobre 2014       |                                                    | Alain Duhamel                              | Adrien Carat                                  |
| 34 | Rosa Parks, la dignité d’une nation (Fiction)                           | vendredi 10 octobre 2014   |                                                    | Alain Foix                                 | Philippe Alkemade                             |
| 35 | Apollo 13 ou les naufragés de l’espace                                  | lundi 13 octobre 2014      | mardi 30 décembre 2014 puis jeudi 30 décembre 2021 | Patrick Baudry                             | Simon Maisonobe                               |
| 36 | Irak 2003 - Quand la France résiste                                     | mardi 14 octobre 2014      |                                                    | Patrick Jarreau                            | Jean Bulot                                    |
| 37 | Histoire secrète de la chute du mur                                     | mercredi 15 octobre 2014   |                                                    | Michel Meyer                               | Adrien Carat                                  |
| 38 | La mort de Claude François                                              | jeudi 16 octobre 2014      |                                                    | Fabien Lecœuvre                            | Léa Dupouy Hennequin                          |
| 39 | Geneviève de Gaulle-Anthonioz, la résistante (Fiction)                  | vendredi 17 octobre 2014   | vendredi 26 décembre 2014                          | Marie-Aleth Grard                          | Jean-Baptiste Sabiani                         |
| 40 | Giscard / Chirac - La guerre des chefs                                  | lundi 20 octobre 2014      | lundi 29 décembre 2014 et 06/07/2023               | Michèle Cotta                              | Jean Bulot                                    |
| 41 | Bobby Sands, destin tragique d’un héros de l'indépendance Irlandaise    | mardi 21 octobre 2014      |                                                    | Patrice De Beer                            | Adrien Carat                                  |
| 42 | La Cinq de Berlusconi : fastes et décadences de la télévision française | mercredi 22 octobre 2014   |                                                    | François Cusset                            | Simon Maisonobe                               |
| 43 | La longue marche des homosexuels en France                              | jeudi 23 octobre 2014      |                                                    | Jean-Luc Romero                            | Jean Bulot                                    |
| 44 | Haroun Tazieff, l'oracle des volcans (Fiction)                          | vendredi 24 octobre 2014   | vendredi 12 décembre 2014                          | Frédéric Lavachery                         | Manuelle Calmat                               |
| 45 | Everest 1996 : perdus sur le toit du monde                              | lundi 27 octobre 2014      |                                                    | François Damilano                          | Adrien Carat                                  |
| 46 | Srebrenica 1995 - Un massacre en plein cœur de l’Europe                 | mardi 28 octobre 2014      |                                                    | Pierre Salignon                            | Jean Bulot                                    |
| 47 | La secte du temple solaire, le drame d’une société secrète              | mercredi 29 octobre 2014   |                                                    | Serge Faubert                              | Simon Maisonobe                               |
| 48 | 31 août 1997 : mort d'une princesse anglaise                            | jeudi 30 octobre 2014      |                                                    | Francis Gillery                            | NA                                            |
| 49 | Human Bomb, mai 1993 : prise d’otage en direct                          | lundi 3 novembre 2014      |                                                    | Jean-Pierre About                          | Jean Bulot                                    |
| 50 | Cannes 1987, Pialat et sa palme                                         | mardi 4 novembre 2014      |                                                    | Eva Bettan et Sylvie Pialat                | Marie-Louise Baud                             |
| 51 | Rainbow Warrior : sabordage en eaux troubles pour raison d’état         | mercredi 5 novembre 2014   |                                                    | Jean Guisnel                               | Adrien Carat                                  |
| 52 | Vital Michalon mort pour ses idées - Creys-Malville 1977                | jeudi 6 novembre 2014      | mercredi 26 septembre 2018                         | François Simon puis Christophe Alix        | Jean Bulot                                    |
| 53 | Alain Mimoun, la vie est un marathon (Fiction)                          | vendredi 7 novembre 2014   |                                                    | Nicolas Herbelot                           | Patrick Liegibel                              |
| 54 | Bernard Tapie et le Crédit Lyonnais                                     | lundi 10 novembre 2014     | lundi 25 octobre 2021                              | Laurent Mauduit                            | Adrien Carat                                  |
| 55 | 1987, la fin d'Action directe                                           | mardi 11 novembre 2014     |                                                    | Fanny Bugnon                               | Marie-Louise Baud                             |
| 56 | 1994 : le Génocide des Tutsis au Rwanda – la mort hors-champ            | 12 novembre 2014           | mercredi 12 décembre 2018                          | Marcel Kabanda puis Florent Piton          | Jean Bulot                                    |
| 57 | Affaire Grégory : 30 ans de mystères                                    | jeudi 13 novembre 2014     |                                                    | Matthieu Aron                              | Jean Bulot                                    |
| 58 | "Stéphane Hessel, une vie vers l'avenir" (Fiction)                      | vendredi 14 novembre 2014  |                                                    | Jean-Michel Helvig                         | NA                                            |
| 59 | Concorde, une mort prématurée                                           | lundi 17 novembre 2014     |                                                    | Gérard Feldzer                             | Adrien Carat                                  |
| 60 | Séville 1982                                                            | 18 novembre 2014           |                                                    | Pierre-Louis Basse                         | Jean Bulot                                    |
| 61 | L'épidémie Ebola                                                        | mercredi 19 novembre 2014  | mercredi 19 septembre 2018                         | Michel Janssens puis Joan Tilouine         | Jean Bulot                                    |
| 62 | Germaine Tillion, l'ethnologue au service des femmes (Fiction)          | vendredi 21 novembre 2014  |                                                    | Tzvetan Todorov                            | Jean-Benoît Patricot                          |
| 63 | Celui qu'on appelait "Beaubourg"                                        | Lundi 24 novembre 2014     |                                                    | Laurent Fleury                             | Adrien Carat                                  |
| 64 | 1988, grotte d'Ouvéa : la plaie est toujours ouverte                    | Mardi 25 novembre 2014     |                                                    | Jacques Follorou                           |                                               |
| 65 | 21 avril 2002 : Le Pen au second tour                                   | Mercredi 26 novembre 2014  |                                                    | Serge Moati                                | Anaëlle Verzaux                               |
| 66 | Des dieux, des hommes et la guerre                                      | Jeudi 27 novembre 2014     |                                                    | Jean-Pierre Tuquoi                         |                                               |
| 67 | Golda Meir, une femme premier ministre (Fiction)                        | vendredi 28 novembre 2014  |                                                    | Michel Warschawski                         | Renaud Meyer                                  |
| 68 | Omar Raddad : un coupable désigné                                       | lundi 1 décembre 2014      | jeudi 2 septembre 2021                             | Sylvie Noachovitch                         | Adrien Carat                                  |
| 69 | Lutte pour l’IVG : le droit de choisir                                  | mardi 2 décembre 2014      |                                                    | Marie-Pierre Martinet                      | Jean Bulot                                    |
| 70 | La révolution de Jasmin : les 28 jours qui ont changé la Tunisie        | mercredi 3 décembre 2014   |                                                    | Nicolas Beau                               | Jean Bulot                                    |
| 71 | L’assassinat du juge Renaud : plongée au cœur de la pègre lyonnaise     | jeudi 4 décembre 2014      |                                                    | Georges Fenech                             | Simon Maisonobe et Léa Dupouy                 |
| 72 | Ataï, le retour du chef (Fiction)                                       | vendredi 5 décembre 2014   |                                                    | Didier Daeninckx                           | Jean-Philippe Noël                            |
| 73 | L'affaire du Sang contaminé : un crime de sang                          | lundi 8 décembre 2014      |                                                    | Sophie Chauveau                            | Adrien Carat                                  |
| 74 | Le Carrefour du développement : le scandale de la cohabitation          | mardi 9 décembre 2014      |                                                    | Jean-Marie Pontaut                         | Simon Maisonobe                               |
| 75 | 2008, le krach du siècle : de Wall Street à l'Acropole                  | mercredi 10 décembre 2014  |                                                    | Paul Jorion                                | Jean Bulot                                    |
| 76 | Achille Lauro, octobre 1985 : la croisière de la peur                   | jeudi 11 décembre 2014     |                                                    | Bernard Ravenel                            | NA                                            |
| 77 | Solidarność, la contre-révolution solidaire venue de l’Est              | Lundi 15 décembre 2014     |                                                    | Bernard Guetta                             | Anaëlle Verzaux                               |
| 78 | Le suicide de Pierre Bérégovoy : une tragédie politique                 | mardi 16 décembre 2014     |                                                    | François Laumonier                         | Simon Maisonobe                               |
| 79 | Les Conti : le prix humain de la crise                                  | mercredi 17 décembre 2014  |                                                    | Philippe Poutou                            | Jean Bulot                                    |
| 80 | À la recherche du vol Malaysia Airlines MH370                           | jeudi 18 décembre 2014     |                                                    | Marc Dugain                                | Adrien Carat                                  |
| 81 | Le procès et l'acquittement de Pierre Goldman                           | vendredi 19 décembre 2014  |                                                    | Michaël Prazan                             | Jean Ruhlmann                                 |

## Principe de l'émission
Chaque épisode est consacré à un fait divers d'ordre politique, économique, social ou culturel. Les évènements datent généralement du XXe siècle ou du XXIe siècle. Il est présenté par Fabrice Drouelle pendant la première partie puis, dans la seconde, un invité vient débattre avec Fabrice Drouelle ou faire part de son point de vue sur le sujet. Cette discussion est entrelacée d'extraits de films, de reportages, d'interviews ou de musique en rapport au sujet.
Le vendredi, le récit proposé en première partie d'émission prend la forme d'une fiction jusqu'en 2019. Des séries de fiction sont proposés depuis 2020 de manière plus sporadique.
Les documents qui sont diffusés lors de l’émission afin d’illustrer ou de compléter le thème abordé sont soumis à des autorisations de diffusion. Cette documentation sonore provient dans la plupart des cas des archives de l’Institut national de l'audiovisuel (INA) qui co-produit également l'adaptation télévisuelle.

## Équipe radiophonique
- Présentateur et producteur : Fabrice Drouelle ;
- Coordinateur, rédacteur en chef et producteur : Christophe Barreyre[2] ;
- Réalisation : Hélène Bizieau, Frédéric Milano, Stéphane Cosme ;
- Chargé de programme : Rebecca Denantes ;
- Programmation musicale : Valentine Chébedois.

## Audience
L'émission réunit en moyenne 667 000 auditeurs par jour en 2021[non neutre], et est l'une des émissions les plus podcastées de France,.

## Adaptations

### Ouvrages
Un ouvrage sort en octobre 2020 réunissant 25 émissions marquantes.

### Théâtre
L'émission est adaptée sur scène, en pièce de théâtre en août 2021,,.

### Télévision
L'émission est adaptée en version télévisée depuis septembre 2021, sur France 2, coproduite par France Télévisions, France Inter et l'INA et toujours présentée par Fabrice Drouelle,, le 1er dimanche du mois de 15h10 à 16h05 .
1. Présidentielle 1995 : un scandale d’Etat (20/09/2021)
2. Affaire Alstom : la guerre secrète  (25/10/2021)
3. "Tcherno-Blaye" : le scénario d’un Tchernobyl français ? (01/11/2021)
4. BAC Nord : la vraie histoire du scandale policier (21/03/2022)
5. Brigades rouges : la fin de l’exil ?  (28/03/2022)
6. "Bugaled Breizh" : un naufrage en eaux troubles (04/04/2022)
7. Un étrange fait divers au cœur du nucléaire  (11/04/2022)
8. Caravelle Ajaccio-Nice : un crash secret Défense ? (18/04/2022)
9. Kim Kardashian et le gang des braqueurs  (15/11/2022)
10. Leonarda, l’adolescente qui a défié le président (07/12/2022)
11. Rédoine Faïd : le braqueur aux multiples visages (17/01/2023)
12. Les mystères de Chevaline (24/09/2023)
13. Gérald Thomassin : l'étrange disparition d'un coupable idéal (01/10/2023)
14. Le mensonge tragique d'un petit-fils (15/10/2023)
15. 1975 "Année de la femme" (22/10/2023)
16. Les dossiers chocs du bureau des ovnis (05/11/2023)
17. Renault : faux espions et vrais barbouzes (07/01/2024)
18. Prince de Conty : où sont passés les lingots de l'épave? (14/01/2024)
19. Affaire Mis et Thiennot, la fin de l'énigme judiciaire ? (21/01/2024)
20. Poutine-Macron : le face-à-face des présidents (31/03/2024)
21. Trésor de Lava : embrouilles corses (21/04/2024)
22. Les petites oubliées de 1987 (28/04/2024)
23. Les révoltés des Jeux olympiques (12/05/2024)
24. L'affaire Guingouin : l'honneur bafoué d'un résistant (19/05/2024)
25. Les écoutes de la République (05/01/2025)

## Polémiques
En août 2023, à la suite de la dénonciation de Clémentine Meyer, animatrice de la chaîne YouTube de vulgarisation cinématographique Cinéma et politique, le site Arrêt sur images révèle que la rédaction de l'émission a amplement plagié l'un de ses travaux consacré au film La Bataille d'Alger.
Il est ensuite révélé que les travaux d'autres auteurs ont été également plagié pour l'écriture de plusieurs épisodes de l'émission. Plus de seize épisodes, concernés par la polémique, ont été retirés du site internet de Radio France pour examen.